# بني كيسان (كيسان)
بني كيسان هي إحدى مشيخات المملكة المغربية، تتبع جغرافيا لإقليم تاونات وإداريًا لكيسان. يقدر عدد سكانها بـ 7090 نسمة حسب الإحصاء الرسمي للسكان والسكنى لسنة 2004.